# بررسی خوشه‌های عظیم جنوبی
بررسی خوشه‌های عظیم جنوبی (انگلیسی: MAssive Cluster Survey) یا (MACS)٬ نمونه‌ای از خوشه‌های کهکشانی بسیار درخشان پرتو ایکس (و بنابراین، با استنباط، پرجرم) را گردآوری و مشخص کرد. نمونه شامل ۱۲۴ خوشه طیف‌سنجی تأیید شده در 0.3 < z < ۰٫۷ است. نامزدها از داده‌های ROSAT All-Sky Survey انتخاب شدند. ROSAT All-Sky Survey data.
کاندیداهای خوشه ای که در جنوب انحراف -۴۰ درجه قرار دارند را نمی‌توان از Mauna Kea مشاهده کرد و در پسوند جنوبی MACS (SMACS) قرار می‌گیرد. آنها همچنین در صورت وجود امکانات در حال بررسی هستند.